# Jerzy Wołkowicki
Jerzy Wołkowicki, poljski general, * 27. januar 1883, † 7. januar 1983.